# ديفيد جوليوس
ديفيد جوليوس (بالإنجليزية: David Julius) (من مواليد 4 نوفمبر 1955) هو عالم فيزيولوجي أمريكي معروف بعمله على الآليات الجزيئية الكامنة وراء اكتشاف المنبهات الحرارية والمنتجات الطبيعية. وهو أستاذ في جامعة كاليفورنيا بسان فرانسيسكو، وفاز بجائزة شو 2010 في علوم الحياة والطب.حصل على جائزة نوبل في الطب عام 2021 مناصفة مع آرديم باتابوتيان.